# Gellért Imre
Gellért Imre, 1915-ig Grünfeld (Budapest, 1888. július 24. – Amerikai Egyesült Államok, 1981. május 10.) olimpiai ezüstérmes magyar tornász, festőművész, grafikus.
Első olimpiája az 1908. évi nyári olimpiai játékok volt Londonban. Egy tornaszámban indult, az egyéni összetettben. 39. helyen végzett.
Részt vett a következő, 1912. évi nyári olimpiai játékokon Stockholmban. Egy torna versenyszámban indult, a csapatverseny meghatározott szereken. Ebben a számban ezüstérmes lett 15 csapattársával együtt.
Klubcsapatai a Postás SE és az MTK voltak.